# Saint-Caprais-de-Blaye
Saint-Caprais-de-Blaye [sɛ̃ kapʁɛ də blaj] ist eine ehemalige französische Gemeinde mit 666 Einwohnern (Stand: 2020) im Département Gironde in der Region Nouvelle-Aquitaine. Sie gehörte zum Arrondissement Blaye und zum Kanton L’Estuaire.
Die Einwohner werden Saint-Capraisiens und Saint-Capraisiennes genannt.
Zum 1. Januar 2019 wurde Saint-Caprais-de-Blaye zusammen mit Marcillac zur Commune nouvelle Val-de-Livenne mit Sitz in Saint-Caprais-de-Blaye zusammengelegt. Saint-Caprais-de-Blaye und Marcillac besitzen hierbei den Status von Communes déléguées.

## Geographie
Saint-Caprais-de-Blaye liegt circa 20 Kilometer nordöstlich von Blaye und circa 50 Kilometer nördlich von Bordeaux im Gebiet Blayais der historischen Provinz Guyenne an der Grenze zum Département Charente-Maritime.
Umgeben wird Saint-Caprais-de-Blaye von den fünf Nachbargemeinden und -orten
| Saint-Palais            | Boisredon (Charente-Maritime)               |                            |
| Saint-Ciers-sur-Gironde | Kompassrose, die auf Nachbargemeinden zeigt | Marcillac (Val-de-Livenne) |
|                         | Saint-Aubin-de-Blaye                        |                            |

Saint-Caprais-de-Blaye liegt im Einzugsgebiet des Flusses Livenne. Der Ruisseau de Ferchaud, ein Zufluss des Canal de Saint-Simon, durchquert das Gebiet der Gemeinde zusammen mit seinem Nebenfluss, dem Taillé.

## Geschichte
Im 14. Jahrhundert wird die Pfarrgemeinde als Sanctus Caprasius bezeichnet. Ihr Name geht auf den heiligen Caprasius, Märtyrer und Bischof von Agen, zurück. Sie gehörte früher zum Bistum Vitrezay und trug den Namen Saint Caprais en Vitrezay. Um eine Verwechslung mit einer gleichnamigen Gemeinde in der Nähe von Bordeaux auszuschließen, wurde die Gemeinde am 27. Januar 1956 in Saint-Caprais-de-Blaye umbenannt.
Ein Dokument aus dem Jahre 1578 erwähnte sie im Zusammenhang mit der Anerkennung des französischen Königs an den Seigneur des Vitrezais für seine Mühle Labatut.

## Einwohnerentwicklung

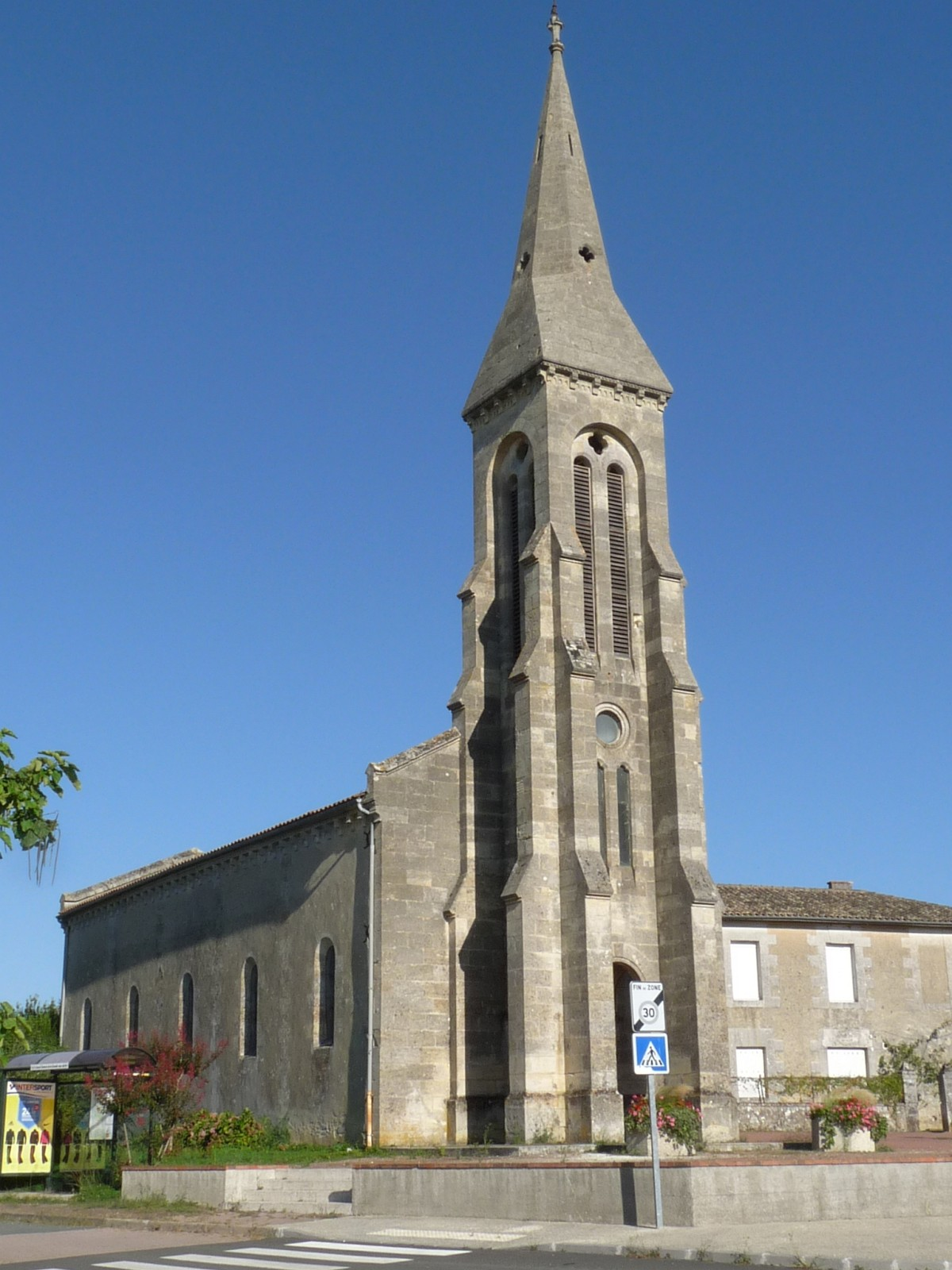
Pfarrkirche Saint-Clair

Nach Beginn der Aufzeichnungen stieg die Einwohnerzahl bis zur Mitte des 19. Jahrhunderts auf einen ersten Höchststand von rund 580. In der Folgezeit sank die Größe der Gemeinde bei kurzen Erholungsphasen bis zu den 1970er Jahren auf 305 Einwohner, bevor eine Phase mit einem zeitweise kräftigen Wachstum einsetzte, die heute noch anhält.
| Jahr      | 1962 | 1968 | 1975 | 1982 | 1990 | 1999 | 2006 | 2011 | 2022 |
| --------- | ---- | ---- | ---- | ---- | ---- | ---- | ---- | ---- | ---- |
| Einwohner | 365  | 321  | 305  | 344  | 359  | 405  | 498  | 535  | 670  |

## Sehenswürdigkeiten
- Pfarrkirche Saint-Clair, Neubau aus dem 19. Jahrhundert

## Persönlichkeiten
- Philippe Plisson (* 1951), Lehrer und Politiker (PS), seit 1983 Bürgermeister von Saint-Caprais-de-Blaye